# Ord Mantell
A Ord Mantell (más írásmóddal: Ord Mandel) a Csillagok háborúja elképzelt univerzumának egyik bolygója. 
Az „Ord” név rövidítés, az angol „Ordnance/Regional Depot” kifejezésből származik (kb. „területi ellátmány raktár”).
Engedékeny és rugalmas bankrendszeréről ismert.

## Leírása
A bolygó jellemzője a világűrből és a felszínről is jól látható vastag, üstökösszerű, rózsaszínes, sárgás, sűrű felhőtakaró, ami állandó jelleggel legalább a felszín 70%-át beborítja.
A felhőtakaró a helyszíne az évente megrendezett „Blockade Runners Derby” gyorsasági versenynek, amit legalább 100 éven át megtartottak, egészen az endori csata lezajlásáig. A verseny háromszoros győztese Han Solo.
A bolygó körül 2 nagyobb és 13 kisebb hold kering.
A felhőtakaró és a holdak látványa a bolygót turistacélponttá teszi, az egyébként szegényes környezet ellenére is. Évente mintegy 1 milliárd turista keresi fel. A turisták azonban csak a bolygó egyenlítőjének sávjában elhelyezkedő csillogó városokat keresik fel, a bolygó nagyobb, kietlen része ismeretlen és veszélyes számukra.
A bolygó fosszilis tüzelőanyagot égető technológiája a látképet sivárrá és terméketlenné teszi és hozzájárul a sárgás-barnás felhőzet kialakulásához. Bizonyos helyeken több száz km-re elnyúló ócskavashalmok látványa uralja a tájat.
A bolygó, csökkenő jelentősége ellenére is évszázadokig (a Nagy Sith Háborúig) mint a Fényes Ékszer Szíve volt ismert (a név talán a kék színű csillagára utal).

## Élővilága
Kevéssé ismert. Őshonos állatai közé tartoznak a savrip nevű, hüllőszerű, veszedelmes ragadozó és a tollrezgető nevet viselő madár.

## Történelme
|  | Alább a cselekmény részletei következnek! |

Az endori csata előtt 12 000 évvel alapították corelliai telepesek, mint előretolt katonai helyőrséget a Régi Köztársaság számára.
Idővel, a gazdagabb bolygók és jobb hiperűr-útvonalak feltűnésével a bolygó stratégiai jelentősége csökkent, de megmaradt a teherszállító hajók szabadkikötőjének. Amikor a helyi korrupt admirális eladta Ord Mantell hajóhadát, hogy saját kiadásait fedezze, a Köztársaság katonai vezetői magára hagyták a bolygót. A keményen dolgozó lakosság hirtelen csempészek, fejvadászok és kalózok beáramlásával nézett szembe.
A Coruscanti Egyezmény aláírását követő években a bolygó vezetői kitartottak a Galaktikus Köztársaság melletti szövetségben, annak ellenére, hogy a galaxis a Sith Császár irányítása alatt állt. Ez polgárháborúhoz vezetett a republikánusok és a szeparatisták között (akik a bolygó vezetőivel szemben álltak). A szeparatisták kormányzati épületeket rongáltak meg, ami azonnali katonai válaszlépéseket váltott ki, ennek következtében Ord Mantell festői tája megsemmisült.
A Galaktikus Polgárháború időszaka alatt a bolygó vezetése kinyilvánította függetlenségét a birodalmi befolyás alól, Han Solo azonban a bolygóhoz való érkezésekor egy manőverező birodalmi flottát vett észre.
Ord Mantell ócskavastelepénél történt, hogy amikor Dash Rendar, miközben  Lando Calrissian megbízásából azon dolgozott, hogy fellelje Han Solo tartózkodási helyét, belefutott IG-88-ba és még néhány fejvadászba. A fejvadászok azon voltak, hogy feltartóztassák Boba Fettet, aki Han Solo lefagyasztott testét szállította Jabba, a hutt számára.
Thrawn főadmirális egy elterelő hadművelet hajtott végre Ord Mantellnél, mielőtt megtámadta volna a Coruscantot.
A Yuuzhan Vong invázió alatt Ord Mantellt az Új Köztársaság megkereste abban az ügyben, hogy fogadja be a harci zónákból menekülő lakosságot. Azonban, mint annyi más, menekülteket befogadó bolygót, a Yuuzhan Vongok ezt is lerohanták. A bolygót végül mandalori páncélt viselő katonák szabadították fel. A vezetőjük állítólag Boba Fett volt, de ezt az információt csak Han Solo tudta volna megerősíteni.

## Megjelenése a filmekben
Egyik filmben sem jelenik meg.
A Birodalom visszavág című filmben egy beszélgetésben megemlítik.

## Megjelenése videojátékokban
Star Wars: Shadows of the Empire, Star Wars: Jedi Knight: Jedi Academy, Star Wars Battlefront: Renegade Squadron, Star Wars Galaxies (MMORPG), Star Wars: The Old Republic (MMORPG), Star Wars: Rebellion.

## Megjelenése képregényekben
Ord Mantell egy képregényben, a naponta megjelenő Star Wars újságban volt látható először, Archie Goodwin és Al Williamson munkája nyomán. 
Továbbá: 
- Qui-Gon and Obi-Wan: Last Stand on Ord Mantell
- Star Wars: Republic: Rite of Passage
- Rookies: Rendezvous (a Star Wars Hyperspace-ben)
- Rookies: No Turning Back (a Star Wars Hyperspace-ben)
- Showdown (kiadó: Los Angeles Times Syndicate)

## Megjelenése könyvekben
- The Rise and Fall of Darth Vader
- Republic Commando: Hard Contact
- Rebel Dawn
- Star Wars–A Valentine Story
- The Last Command (szerző: Timothy Zahn)
- Young Jedi Knights: Return to Ord Mantell
- Agents of Chaos I: Hero's Trial (szerző: James Luceno)

## Megjelenése rádiójátékokban
Rebel Mission to Ord Mantell

## Fordítás
- Ez a szócikk részben vagy egészben  az   Ord Mantell című angol Wikipédia-szócikk fordításán alapul.  Az eredeti cikk szerkesztőit annak laptörténete sorolja fel. Ez a jelzés csupán a megfogalmazás eredetét és a szerzői jogokat jelzi, nem szolgál a cikkben szereplő információk forrásmegjelöléseként.